# Primera B de Chile 2015-2016 - Final por el 2º ascenso a la Primera División
La Final de la Liguilla por el 2º Ascenso a la Primera División del fútbol chileno, para la próxima temporada 2016-17, la disputarán Everton (ganador del Reducido de la Primera Rueda) y Deportes Puerto Montt (ganador del Reducido de la Segunda Rueda), en partidos de ida y vuelta. El ganador de esta definición, ascenderá a la Primera División para la temporada 2016-17, siendo el acompañante del campeón por la tabla anual Deportes Temuco, mientras que el perdedor, se mantendrá en la categoría para la siguiente temporada.

## Sistema de competición
Disputarán el ascenso al Campeonato Nacional Scotiabank Primera División del fútbol chileno, para la temporada 2016-17, los ganadores de los reducidos de la primera y segunda rueda del Campeonato Nacional Loto Primera B 2015-16. El Club con menor número de puntos en la Tabla Acumulada de la Temporada 2015-2016, (tabla que suma los puntos obtenidos por los 16 clubes durante ambos torneos) y tomando en cuenta, los criterios de desempate establecidos en el artículo 15, será el que juegue como local el partido de vuelta, eligiendo el horario del mismo y debiéndose jugar obligatoriamente, en miércoles y domingo.
El Club vencedor de esta definición, será aquel que en los dos partidos, anote el mayor número de goles, criterio conocido como marcador global. Si al término del tiempo reglamentario del partido de vuelta, el marcador global está empatado, se procederá a lanzar tiros penales, hasta que resulte un vencedor.
| Everton (Ganador Liguilla Primera Rueda)               |
| Deportes Puerto Montt (Ganador Liguilla Segunda Rueda) |

### Final
| Ida                                  | Ida     | Ida | Ida                   | Ida | Ida       | Ida            | Ida        | Ida   | Ida                  | Ida | Ida |
|                                      | Local   | Resultado                                                                                               | Visitante             |     | Estadio   | Árbitro        | Fecha      | Hora  | TV                   |     |     |
| ------------------------------------ | ------- | --- | --------------------- | --- | --------- | -------------- | ---------- | ----- | -------------------- | --- | --- |
|                                      | Everton | 3 - 1 (enlace roto disponible en Internet Archive; véase el historial, la primera versión y la última). | Deportes Puerto Montt |     | Sausalito | Patricio Polic | 18 de mayo | 20:30 | CDF Premium · CDF HD |     |     |
| Computadores y dispositivos móviles: |         | |                       |     |           |                |            |       |                      |     |     |

| Vuelta                               | Vuelta                | Vuelta                                                     | Vuelta    | Vuelta | Vuelta     | Vuelta         | Vuelta     | Vuelta | Vuelta               | Vuelta | Vuelta |
|                                      | Local                 | Resultado                                                  | Visitante |        | Estadio    | Árbitro        | Fecha      | Hora   | TV                   |        |        |
| ------------------------------------ | --------------------- | ---------------------------------------------------------- | --------- | ------ | ---------- | -------------- | ---------- | ------ | -------------------- | ------ | ------ |
|                                      | Deportes Puerto Montt | 1 - 0 Archivado el 24 de junio de 2016 en Wayback Machine. | Everton   |        | Chinquihue | Eduardo Gamboa | 22 de mayo | 13:00  | CDF Premium · CDF HD |        |        |
| Computadores y dispositivos móviles: |                       |                                                            |           |        |            |                |            |        |                      |        |        |

#### Final - Ida
| 1     | POR   | Gustavo Dalsasso    |     |
| 21    | DEF   | Nicolás Suárez      | 65' |
| 19    | DEF   | Gabriel Díaz        |     |
| 22    | DEF   | Marcos Velásquez    |     |
| 32    | DEF   | Matías Blásquez     |     |
| 6     | MED   | Gino Alucema        |     |
| 4     | MED   | Diego Orellana      |     |
| 23    | MED   | Fernando Saavedra   | 71' |
| 29    | MED   | Pedro Sánchez       | 60' |
| 7     | DEL   | Maximiliano Ceratto |     |
| 16    | DEL   | José Luis Muñoz     |     |
| D. T. | D. T. | Héctor Tapia        |     |

| 12    | POR   | Sebastián Pérez    |     |
| 2     | DEF   | Wladimir Herrera   |     |
| 11    | DEF   | Diego Sepúlveda    |     |
| 13    | DEF   | Vincent Salas      |     |
| 4     | DEF   | José Martínez      | 80' |
| 14    | MED   | Joaquín Díaz       |     |
| 19    | MED   | Juan Pablo Abarzúa |     |
| 5     | MED   | Giovanni Narváez   | 74' |
| 8     | MED   | Jonathan Núñez     |     |
| 18    | DEL   | Jorge Romo         |     |
| 26    | DEL   | Walter Aguilar     | 46' |
| D. T. | D. T. | Erwin Durán        |     |

| 18 | Centrocampista | Sebastián González | 60' |
| 15 | Defensa        | Douglas Estay      | 65' |
| 20 | Delantero      | Rafael Viotti      | 71' |

| 16 | Delantero | Bibencio Servín | 46' |
| 17 | Defensa   | Cristián Magaña | 74' |
| 24 | Delantero | Pablo Soto      | 80' |

| 3' · 76' · 81' | Pedro Sánchez Gabriel Díaz Rafael Viotti | 1:0 2:1 3:1 |

| 48' | Bibencio Servín | 1:1 |

| 53' · 84' · 84' | Gino Alucema Diego Orellana Gustavo Dalsasso |

| 25' · 35' · 73' · 78' · 90+3' | Vincent Salas José Martínez Giovanni Narváez Juan Pablo Abarzúa Jorge Romo |

| Otorgado · Otorgado otra vez · Expulsado | Juan Pablo Abarzúa |

| Principal  | Patricio Polic |
| Asistentes | Claudio Ríos   |
|            | Raúl Orellana  |
| Cuarto     | Carlos Ulloa   |

|                    |     |     |
| Tiros              | 14  | 5   |
| Tiros a puerta     | 11  | 4   |
| Faltas             | 15  | 17  |
| Saques de esquina  | 4   | 3   |
| Penaltis           | -   | -   |
| Fueras de juego    | 1   | 2   |
| Posesión del balón | 48% | 52% |

| Alineación inicial |

| 1     | POR   | Gustavo Dalsasso    |     |
| 21    | DEF   | Nicolás Suárez      | 65' |
| 19    | DEF   | Gabriel Díaz        |     |
| 22    | DEF   | Marcos Velásquez    |     |
| 32    | DEF   | Matías Blásquez     |     |
| 6     | MED   | Gino Alucema        |     |
| 4     | MED   | Diego Orellana      |     |
| 23    | MED   | Fernando Saavedra   | 71' |
| 29    | MED   | Pedro Sánchez       | 60' |
| 7     | DEL   | Maximiliano Ceratto |     |
| 16    | DEL   | José Luis Muñoz     |     |
| D. T. | D. T. | Héctor Tapia        |     |

| 12    | POR   | Sebastián Pérez    |     |
| 2     | DEF   | Wladimir Herrera   |     |
| 11    | DEF   | Diego Sepúlveda    |     |
| 13    | DEF   | Vincent Salas      |     |
| 4     | DEF   | José Martínez      | 80' |
| 14    | MED   | Joaquín Díaz       |     |
| 19    | MED   | Juan Pablo Abarzúa |     |
| 5     | MED   | Giovanni Narváez   | 74' |
| 8     | MED   | Jonathan Núñez     |     |
| 18    | DEL   | Jorge Romo         |     |
| 26    | DEL   | Walter Aguilar     | 46' |
| D. T. | D. T. | Erwin Durán        |     |

| 18 | Centrocampista | Sebastián González | 60' |
| 15 | Defensa        | Douglas Estay      | 65' |
| 20 | Delantero      | Rafael Viotti      | 71' |

| 16 | Delantero | Bibencio Servín | 46' |
| 17 | Defensa   | Cristián Magaña | 74' |
| 24 | Delantero | Pablo Soto      | 80' |

| 3' · 76' · 81' | Pedro Sánchez Gabriel Díaz Rafael Viotti | 1:0 2:1 3:1 |

| 48' | Bibencio Servín | 1:1 |

| 53' · 84' · 84' | Gino Alucema Diego Orellana Gustavo Dalsasso |

| 25' · 35' · 73' · 78' · 90+3' | Vincent Salas José Martínez Giovanni Narváez Juan Pablo Abarzúa Jorge Romo |

| Otorgado · Otorgado otra vez · Expulsado | Juan Pablo Abarzúa |

| Principal  | Patricio Polic |
| Asistentes | Claudio Ríos   |
|            | Raúl Orellana  |
| Cuarto     | Carlos Ulloa   |

|                    |     |     |
| Tiros              | 14  | 5   |
| Tiros a puerta     | 11  | 4   |
| Faltas             | 15  | 17  |
| Saques de esquina  | 4   | 3   |
| Penaltis           | -   | -   |
| Fueras de juego    | 1   | 2   |
| Posesión del balón | 48% | 52% |

| Alineación inicial |

| 1     | POR   | Gustavo Dalsasso    |     |
| 21    | DEF   | Nicolás Suárez      | 65' |
| 19    | DEF   | Gabriel Díaz        |     |
| 22    | DEF   | Marcos Velásquez    |     |
| 32    | DEF   | Matías Blásquez     |     |
| 6     | MED   | Gino Alucema        |     |
| 4     | MED   | Diego Orellana      |     |
| 23    | MED   | Fernando Saavedra   | 71' |
| 29    | MED   | Pedro Sánchez       | 60' |
| 7     | DEL   | Maximiliano Ceratto |     |
| 16    | DEL   | José Luis Muñoz     |     |
| D. T. | D. T. | Héctor Tapia        |     |

| 12    | POR   | Sebastián Pérez    |     |
| 2     | DEF   | Wladimir Herrera   |     |
| 11    | DEF   | Diego Sepúlveda    |     |
| 13    | DEF   | Vincent Salas      |     |
| 4     | DEF   | José Martínez      | 80' |
| 14    | MED   | Joaquín Díaz       |     |
| 19    | MED   | Juan Pablo Abarzúa |     |
| 5     | MED   | Giovanni Narváez   | 74' |
| 8     | MED   | Jonathan Núñez     |     |
| 18    | DEL   | Jorge Romo         |     |
| 26    | DEL   | Walter Aguilar     | 46' |
| D. T. | D. T. | Erwin Durán        |     |

| 18 | Centrocampista | Sebastián González | 60' |
| 15 | Defensa        | Douglas Estay      | 65' |
| 20 | Delantero      | Rafael Viotti      | 71' |

| 16 | Delantero | Bibencio Servín | 46' |
| 17 | Defensa   | Cristián Magaña | 74' |
| 24 | Delantero | Pablo Soto      | 80' |

| 3' · 76' · 81' | Pedro Sánchez Gabriel Díaz Rafael Viotti | 1:0 2:1 3:1 |

| 48' | Bibencio Servín | 1:1 |

| 53' · 84' · 84' | Gino Alucema Diego Orellana Gustavo Dalsasso |

| 25' · 35' · 73' · 78' · 90+3' | Vincent Salas José Martínez Giovanni Narváez Juan Pablo Abarzúa Jorge Romo |

| Otorgado · Otorgado otra vez · Expulsado | Juan Pablo Abarzúa |

| Principal  | Patricio Polic |
| Asistentes | Claudio Ríos   |
|            | Raúl Orellana  |
| Cuarto     | Carlos Ulloa   |

|                    |     |     |
| Tiros              | 14  | 5   |
| Tiros a puerta     | 11  | 4   |
| Faltas             | 15  | 17  |
| Saques de esquina  | 4   | 3   |
| Penaltis           | -   | -   |
| Fueras de juego    | 1   | 2   |
| Posesión del balón | 48% | 52% |

| Alineación inicial |

| 1     | POR   | Gustavo Dalsasso    |     |
| 21    | DEF   | Nicolás Suárez      | 65' |
| 19    | DEF   | Gabriel Díaz        |     |
| 22    | DEF   | Marcos Velásquez    |     |
| 32    | DEF   | Matías Blásquez     |     |
| 6     | MED   | Gino Alucema        |     |
| 4     | MED   | Diego Orellana      |     |
| 23    | MED   | Fernando Saavedra   | 71' |
| 29    | MED   | Pedro Sánchez       | 60' |
| 7     | DEL   | Maximiliano Ceratto |     |
| 16    | DEL   | José Luis Muñoz     |     |
| D. T. | D. T. | Héctor Tapia        |     |

| 12    | POR   | Sebastián Pérez    |     |
| 2     | DEF   | Wladimir Herrera   |     |
| 11    | DEF   | Diego Sepúlveda    |     |
| 13    | DEF   | Vincent Salas      |     |
| 4     | DEF   | José Martínez      | 80' |
| 14    | MED   | Joaquín Díaz       |     |
| 19    | MED   | Juan Pablo Abarzúa |     |
| 5     | MED   | Giovanni Narváez   | 74' |
| 8     | MED   | Jonathan Núñez     |     |
| 18    | DEL   | Jorge Romo         |     |
| 26    | DEL   | Walter Aguilar     | 46' |
| D. T. | D. T. | Erwin Durán        |     |

| 18 | Centrocampista | Sebastián González | 60' |
| 15 | Defensa        | Douglas Estay      | 65' |
| 20 | Delantero      | Rafael Viotti      | 71' |

| 16 | Delantero | Bibencio Servín | 46' |
| 17 | Defensa   | Cristián Magaña | 74' |
| 24 | Delantero | Pablo Soto      | 80' |

| 3' · 76' · 81' | Pedro Sánchez Gabriel Díaz Rafael Viotti | 1:0 2:1 3:1 |

| 48' | Bibencio Servín | 1:1 |

| 53' · 84' · 84' | Gino Alucema Diego Orellana Gustavo Dalsasso |

| 25' · 35' · 73' · 78' · 90+3' | Vincent Salas José Martínez Giovanni Narváez Juan Pablo Abarzúa Jorge Romo |

| Otorgado · Otorgado otra vez · Expulsado | Juan Pablo Abarzúa |

| Principal  | Patricio Polic |
| Asistentes | Claudio Ríos   |
|            | Raúl Orellana  |
| Cuarto     | Carlos Ulloa   |

|                    |     |     |
| Tiros              | 14  | 5   |
| Tiros a puerta     | 11  | 4   |
| Faltas             | 15  | 17  |
| Saques de esquina  | 4   | 3   |
| Penaltis           | -   | -   |
| Fueras de juego    | 1   | 2   |
| Posesión del balón | 48% | 52% |

| Alineación inicial |

#### Final - Vuelta
| 12    | POR   | Sebastián Pérez    |  |
| 2     | DEF   | Wladimir Herrera   |  |
| 28    | DEF   | Diego Subiabre     |  |
| 17    | DEF   | Cristián Magaña    |  |
| 11    | DEF   | Diego Sepúlveda    |  |
| 14    | MED   | Joaquín Díaz       |  |
| 4     | MED   | José Martínez      |  |
| 5     | MED   | Giovanni Narváez   |  |
| 7     | MED   | Jefferson Castillo |  |
| 18    | DEL   | Jorge Romo         |  |
| 16    | DEL   | Bibencio Servín    |  |
| D. T. | D. T. | Erwin Durán        |  |

| 1     | POR   | Gustavo Dalsasso    |  |
| 19    | DEF   | Gabriel Díaz        |  |
| 6     | DEF   | Gino Alucema        |  |
| 22    | DEF   | Marcos Velásquez    |  |
| 32    | DEF   | Matías Blásquez     |  |
| 4     | MED   | Diego Orellana      |  |
| 23    | MED   | Fernando Saavedra   |  |
| 7     | MED   | Maximiliano Ceratto |  |
| 20    | MED   | Rafael Viotti       |  |
| 29    | DEL   | Pedro Sánchez       |  |
| 16    | DEL   | José Luis Muñoz     |  |
| D. T. | D. T. | Héctor Tapia        |  |

| 12 | Defensa        | ? | Entró |
| 13 | Centrocampista | ? | Entró |
| 14 | Delantero      | ? | Entró |

| 12 | Defensa        | ? | Entró |
| 13 | Centrocampista | ? | Entró |
| 14 | Delantero      | ? | Entró |

| 81' · | Bibencio Servín ? | : |

| Anotado · Anotado · Anotado | ? | : |

| Amonestado · Amonestado · Amonestado | ? |

| Amonestado · Amonestado · Amonestado | ? |

| Expulsado · Otorgado · Expulsado · Otorgado · Otorgado otra vez · Expulsado | ? |

| Expulsado · Otorgado · Expulsado · Otorgado · Otorgado otra vez · Expulsado | ? |

| Principal  | Eduardo Gamboa    |
| Asistentes | Francisco Mondría |
|            | José Retamal      |
| Cuarto     | Jorge Osorio      |

|                    |   |   |
| Tiros              | - | - |
| Tiros a puerta     | - | - |
| Faltas             | - | - |
| Saques de esquina  | - | - |
| Penaltis           | - | - |
| Fueras de juego    | - | - |
| Posesión del balón | % | % |

| Alineación inicial |

| 12    | POR   | Sebastián Pérez    |  |
| 2     | DEF   | Wladimir Herrera   |  |
| 28    | DEF   | Diego Subiabre     |  |
| 17    | DEF   | Cristián Magaña    |  |
| 11    | DEF   | Diego Sepúlveda    |  |
| 14    | MED   | Joaquín Díaz       |  |
| 4     | MED   | José Martínez      |  |
| 5     | MED   | Giovanni Narváez   |  |
| 7     | MED   | Jefferson Castillo |  |
| 18    | DEL   | Jorge Romo         |  |
| 16    | DEL   | Bibencio Servín    |  |
| D. T. | D. T. | Erwin Durán        |  |

| 1     | POR   | Gustavo Dalsasso    |  |
| 19    | DEF   | Gabriel Díaz        |  |
| 6     | DEF   | Gino Alucema        |  |
| 22    | DEF   | Marcos Velásquez    |  |
| 32    | DEF   | Matías Blásquez     |  |
| 4     | MED   | Diego Orellana      |  |
| 23    | MED   | Fernando Saavedra   |  |
| 7     | MED   | Maximiliano Ceratto |  |
| 20    | MED   | Rafael Viotti       |  |
| 29    | DEL   | Pedro Sánchez       |  |
| 16    | DEL   | José Luis Muñoz     |  |
| D. T. | D. T. | Héctor Tapia        |  |

| 12 | Defensa        | ? | Entró |
| 13 | Centrocampista | ? | Entró |
| 14 | Delantero      | ? | Entró |

| 12 | Defensa        | ? | Entró |
| 13 | Centrocampista | ? | Entró |
| 14 | Delantero      | ? | Entró |

| 81' · | Bibencio Servín ? | : |

| Anotado · Anotado · Anotado | ? | : |

| Amonestado · Amonestado · Amonestado | ? |

| Amonestado · Amonestado · Amonestado | ? |

| Expulsado · Otorgado · Expulsado · Otorgado · Otorgado otra vez · Expulsado | ? |

| Expulsado · Otorgado · Expulsado · Otorgado · Otorgado otra vez · Expulsado | ? |

| Principal  | Eduardo Gamboa    |
| Asistentes | Francisco Mondría |
|            | José Retamal      |
| Cuarto     | Jorge Osorio      |

|                    |   |   |
| Tiros              | - | - |
| Tiros a puerta     | - | - |
| Faltas             | - | - |
| Saques de esquina  | - | - |
| Penaltis           | - | - |
| Fueras de juego    | - | - |
| Posesión del balón | % | % |

| Alineación inicial |

| 12    | POR   | Sebastián Pérez    |  |
| 2     | DEF   | Wladimir Herrera   |  |
| 28    | DEF   | Diego Subiabre     |  |
| 17    | DEF   | Cristián Magaña    |  |
| 11    | DEF   | Diego Sepúlveda    |  |
| 14    | MED   | Joaquín Díaz       |  |
| 4     | MED   | José Martínez      |  |
| 5     | MED   | Giovanni Narváez   |  |
| 7     | MED   | Jefferson Castillo |  |
| 18    | DEL   | Jorge Romo         |  |
| 16    | DEL   | Bibencio Servín    |  |
| D. T. | D. T. | Erwin Durán        |  |

| 1     | POR   | Gustavo Dalsasso    |  |
| 19    | DEF   | Gabriel Díaz        |  |
| 6     | DEF   | Gino Alucema        |  |
| 22    | DEF   | Marcos Velásquez    |  |
| 32    | DEF   | Matías Blásquez     |  |
| 4     | MED   | Diego Orellana      |  |
| 23    | MED   | Fernando Saavedra   |  |
| 7     | MED   | Maximiliano Ceratto |  |
| 20    | MED   | Rafael Viotti       |  |
| 29    | DEL   | Pedro Sánchez       |  |
| 16    | DEL   | José Luis Muñoz     |  |
| D. T. | D. T. | Héctor Tapia        |  |

| 12 | Defensa        | ? | Entró |
| 13 | Centrocampista | ? | Entró |
| 14 | Delantero      | ? | Entró |

| 12 | Defensa        | ? | Entró |
| 13 | Centrocampista | ? | Entró |
| 14 | Delantero      | ? | Entró |

| 81' · | Bibencio Servín ? | : |

| Anotado · Anotado · Anotado | ? | : |

| Amonestado · Amonestado · Amonestado | ? |

| Amonestado · Amonestado · Amonestado | ? |

| Expulsado · Otorgado · Expulsado · Otorgado · Otorgado otra vez · Expulsado | ? |

| Expulsado · Otorgado · Expulsado · Otorgado · Otorgado otra vez · Expulsado | ? |

| Principal  | Eduardo Gamboa    |
| Asistentes | Francisco Mondría |
|            | José Retamal      |
| Cuarto     | Jorge Osorio      |

|                    |   |   |
| Tiros              | - | - |
| Tiros a puerta     | - | - |
| Faltas             | - | - |
| Saques de esquina  | - | - |
| Penaltis           | - | - |
| Fueras de juego    | - | - |
| Posesión del balón | % | % |

| Alineación inicial |

| 12    | POR   | Sebastián Pérez    |  |
| 2     | DEF   | Wladimir Herrera   |  |
| 28    | DEF   | Diego Subiabre     |  |
| 17    | DEF   | Cristián Magaña    |  |
| 11    | DEF   | Diego Sepúlveda    |  |
| 14    | MED   | Joaquín Díaz       |  |
| 4     | MED   | José Martínez      |  |
| 5     | MED   | Giovanni Narváez   |  |
| 7     | MED   | Jefferson Castillo |  |
| 18    | DEL   | Jorge Romo         |  |
| 16    | DEL   | Bibencio Servín    |  |
| D. T. | D. T. | Erwin Durán        |  |

| 1     | POR   | Gustavo Dalsasso    |  |
| 19    | DEF   | Gabriel Díaz        |  |
| 6     | DEF   | Gino Alucema        |  |
| 22    | DEF   | Marcos Velásquez    |  |
| 32    | DEF   | Matías Blásquez     |  |
| 4     | MED   | Diego Orellana      |  |
| 23    | MED   | Fernando Saavedra   |  |
| 7     | MED   | Maximiliano Ceratto |  |
| 20    | MED   | Rafael Viotti       |  |
| 29    | DEL   | Pedro Sánchez       |  |
| 16    | DEL   | José Luis Muñoz     |  |
| D. T. | D. T. | Héctor Tapia        |  |

| 12 | Defensa        | ? | Entró |
| 13 | Centrocampista | ? | Entró |
| 14 | Delantero      | ? | Entró |

| 12 | Defensa        | ? | Entró |
| 13 | Centrocampista | ? | Entró |
| 14 | Delantero      | ? | Entró |

| 81' · | Bibencio Servín ? | : |

| Anotado · Anotado · Anotado | ? | : |

| Amonestado · Amonestado · Amonestado | ? |

| Amonestado · Amonestado · Amonestado | ? |

| Expulsado · Otorgado · Expulsado · Otorgado · Otorgado otra vez · Expulsado | ? |

| Expulsado · Otorgado · Expulsado · Otorgado · Otorgado otra vez · Expulsado | ? |

| Principal  | Eduardo Gamboa    |
| Asistentes | Francisco Mondría |
|            | José Retamal      |
| Cuarto     | Jorge Osorio      |

|                    |   |   |
| Tiros              | - | - |
| Tiros a puerta     | - | - |
| Faltas             | - | - |
| Saques de esquina  | - | - |
| Penaltis           | - | - |
| Fueras de juego    | - | - |
| Posesión del balón | % | % |

| Alineación inicial |

| |
| |
| Everton |
| Ganador Ascenderá a la Primera División para la temporada 2016-17 y será el acompañante del campeón por la tabla anual Deportes Temuco |

## Goleadores
| Jugador         | Equipo                | Goles |
| --------------- | --------------------- | ----- |
| Bibencio Servín | Deportes Puerto Montt | 1     |
| Gabriel Díaz    | Everton               | 1     |
| Pedro Sánchez   | Everton               | 1     |
| Rafael Viotti   | Everton               | 1     |